# Agaricales
Agaricales es un orden de hongos de la clase Agaricomycetes que incluye algunas de las setas más conocidas. Antiguamente estaba incluido en la clase Homobasidiomicetes, hoy en desuso. El orden tiene 33 familias, 413 géneros, y alrededor de 13000 especies descritas. Incluye a multitud de setas conocidas, desde el ubicuo champiñón común o Agaricus bisporus, al mortal Amanita virosa, así como hongos alucinógenos y venenosos como la Amanita muscaria o especies bioluminiscentes como el Omphalotus olearius.

## Clasificación
Algunos hongos con cuerpos fructíferos en forma de seta con sombrerillo, como Cantharellus, han sido clasificados tradicionalmente en distinto grupo que el resto de Agaricales. Gracias a los estudios moleculares, se está encontrando que hay más grupos divergentes de lo que se pensó en un principio, como los géneros Russula y Lactarius, a los que se ha situado en un orden distinto, Russulales, y otros hongos de agallas, que incluyen especies como Paxillus involutus y Hygrophoropsis aurantiaca, que muestran una mayor afinidad con Boletus, y a los que se ha ubicado en el orden Boletales.
Por otro lado, a algunos hongos de morfología bastante diferente, como los bejines y algunos hongos clavaroides, como el género Typhula y la especie Fistulina hepatica, han sido recientemente clasificados dentro del orden Agaricales.
El término agárico ha sido tradicionalmente referido al orden Agaricales, a los que se ha definido exactamente como los hongos con agallas. Tras los descubrimientos descritos arriba, esos dos términos no pueden considerarse sinónimos (aunque haya mucho solapamiento entre ellos).
Los géneros que alguna vez se clasificaron en las familias Tulostomataceae, Lycoperdaceae y Mycenastraceae se han trasladado desde entonces a Agaricaceae según estudios de filogenética molecular.

## Distribución y hábitat
El orden Agaricales es ubicuo, siendo encontrado en todos los continentes. Aunque todos son terrestres, sus hábitats incluyen todo tipo de pantanos y pastizales, variando largamente de una especie a otra.

## Características
Los basidiocarpos de las especies de este orden son típicamente carnosos, con un estipe o pie, un píleo (o sombrero) y lamelas (o agallas), donde los basidios se almacenan. Esta es la estructura tipo de lo que se conoce como seta.

## Ciclo de vida
El ciclo de vida de las especies del orden Agaricales es muy representativo de Basidiomycota. Es frecuente en este taxón encontrar especies que presentan hifas septadas, con fíbulas, o conexiones en abrazadera (clamp connections), y células dicariotas.
En Agaricales de himenio laminar, las basidiosporas siempre son eyectadas de los basidios entre los bordes de la agalla, para posteriormente caer al suelo o ser transportadas por el viento. A estas se les denomina balistosporas. 
En los gasteroides, las basidiosporas se separan del basidios por fragmentación. Las esporas son dispersadas siempre por métodos pasivos como aire o agua. A estas se les denomina estatimosporas.